# Sabine Kühn
Sabine Kühn (* 16. Mai 1966 in Kleinmachnow, DDR) ist eine deutsche Moderatorin, Sprecherin, Dozentin, Produzentin und Schauspielerin.

## Biografie
Nach dem Abitur studierte Sabine Kühn von 1993 bis 1998 an der Theaterhochschule „Hans Otto“ in Leipzig Schauspiel. Bereits während ihres Studiums stand sie in verschiedenen Inszenierungen des Leipziger Theaters auf der Bühne. Es folgte ein Engagement an den Bühnen der Stadt Gera in Thüringen.
1993 wechselte Kühn dann als Moderatorin zum MDR-Fernsehen in Thüringen. Sie übernahm dort die Sendungen „ARD vor 8“ und später das „MDR Thüringen Journal“. Die nächste Station war das IA Fernsehen, der erste private Regionalsender Deutschlands. Daran schlossen sich die Hauptnachrichten bei RTL II, das „Abendjournal“ und das „Heimatjournal“ beim Ostdeutschen Rundfunk Brandenburg (ORB) an. Beim Rundfunk Berlin-Brandenburg (rbb) übernahm Kühn Redaktion und Moderation des „3sat Ländermagazins“. Schließlich stand sie lange beim Norddeutschen Rundfunk (NDR) vor der Kamera, unter anderem für das „Nordmagazin“, das die Rubrik  „Land und Leute“ beinhaltete, den „Hanseblick“ und die Verbraucherschutzsendung „Kühn und Kollegen“.
Seit 2019 arbeitet Sabine Kühn vorrangig hinter der Kamera. Sie leitet Seminare, ist als Sprecherin tätig und entwickelt Fernseh- und Online-Formate. Zudem übernimmt sie Moderationen von Veranstaltungen.

## Fernseharbeiten (Auswahl)
- 2007: DAS! Live-Talksendung
- 2007: Kühn & Kollegen – Das NDR Team kämpft für Sie
- 2012: Nordmagazin (mehrere Folgen)
- 2018: Heimatjournal – 20 Jahre Heimatjournal (1/3) Bernau